# Cecidosidae
Cecidosidae (лат.) — семейство мелких молевидных бабочек надсемейства Adeloidea (ранее Incurvarioidea) из клады Monotrysia. Около 10 видов и только в южном полушарии.

## Описание
Размах крыльев до 10 мм (3,5—13 мм). Серые или коричневые бабочки с округлыми крыльями. Очень активные куколки Scyrothis из южной Африки известны как «прыгающие бобы» (jumping beans), так как могут передвигаться прыжками по 10 см и даже до 30 см (Meyrick, 1909, 1917)/ Это служит им как средство ухода от чрезмерно высокой температуры, исходящей от солнца.
Яйца откладывают в ткани растений Rhus и Schinus (Anacardiaceae), вызывая их минирование и образование галлов (Davis, 1999; Hoare and Dugdale, 2003).
Обнаружено несколько паразитических наездников, развивающихся на (Burks et al., 2005).

## Распространение
Южная Америка (5 видов), Южная Африка (2 вида) и Новая Зеландия (1 вид).

## Систематика
Около 10 видов, 7 родов.
- Род Cecidoses Curtis, 1835

 — Южная Америка
- - Cecidoses eremita Curtis, 1835 — Южная Америка
  - Cecidoses artifex Kieffer & Jørgensen, 1910 — Южная Америка
- Род Dicranoses Kieffer, 1910 — Южная Америка
  - Dicranoses capsulifex Kieffer & Jørgensen, 1910 — Южная Америка
  - Dicranotes congregatella Brèthes, 1916 — Южная Америка
- Род Eucecidoses Brèthes, 1916 — Южная Америка
  - Eucecidoses minutanus Brèthes, 1917 — Южная Америка
- Род Oliera Brèthes, 1916 — Южная Америка
  - Oliera argentinana Brethes, 1916 — Южная Америка
- Род Ptisanora Meyrick, 1913 — Южная Африка
  - Ptisanora trivialis (Meyrick, 1913) — Южная Африка
- Род Scyrothis Meyrick, 1909 — Южная Африка
  - Scyrothis athleta Meyrick — Южная Африка
  - Scyrothis diplosoma — Южная Африка
  - Scyrothis granosa Meyrick, 1912 — Южная Африка
  - Scyrothis planicola Meyrick, 1928 — Южная Африка
- Род Xanadoses Hoare & Dugdale, 2003 — Новая Зеландия
  - Xanadoses nielseni Hoare & Dugdale, 2003 — Новая Зеландия